# Perrancey-les-Vieux-Moulins
Perrancey-les-Vieux-Moulins är en kommun i departementet Haute-Marne i regionen Grand Est (tidigare regionen Champagne-Ardenne) i nordöstra Frankrike. Kommunen ligger i kantonen Langres som tillhör arrondissementet Langres. År 2022 hade Perrancey-les-Vieux-Moulins 295 invånare.

## Befolkningsutveckling
Antalet invånare i kommunen Perrancey-les-Vieux-Moulins
| Referens: INSEE |